# Charles Smith (Basketballspieler)
Charles Cornelius Smith (* 22. August 1975 in Fort Worth, Texas) ist ein ehemaliger US-amerikanischer Basketballspieler, der meist als Shooting Guard eingesetzt wurde.

## Karriere
Smith begann seine Laufbahn an der University of New Mexico, mit der er drei Saisons in der NCAA bestritt. Beim NBA Draft 1997 wählte ihn Miami Heat in der ersten Runde (Nr. 26) aus, tauschte ihn aber Mitte der darauffolgenden Saison gegen Brent Barry, von den Los Angeles Clippers, aus. In Kalifornien verblieb er eine weitere Saison und wechselte 1999 schließlich in die CBA zu Rockford Lightning.
Im Jahr 2000 entschloss sich Charles Smith schließlich, nach Europa zu wechseln, wo er mit Snaidero Udine zweitbester Scorer der italienischen Liga wurde. Daraufhin kehrte er in die NBA zurück, wo er bei den San Antonio Spurs sowie den Portland Trail Blazers je eine Saison bestritt. 2003 ging es, nach einer kurzen Zwischenstation beim griechischen Verein Makedonikos, zurück nach Italien, wo er für Virtus Bologna sowie Scavolini Pesaro spielte, speziell bei Letzteren machte er durch starke Leistungen auf sich aufmerksam und gewann die Alphonso Ford Trophy für den besten Scorer der EuroLeague 2004/05. Die Portland Trail Blazers holten ihn zwar 2005 zurück in den Kader, tradeten ihn aber während der Saison zu den Denver Nuggets. Bei Letzteren bestritt er nur ein einziges Spiel, bevor es ihn wieder ins Ausland, diesmal zum türkischen Verein Efes Pilsen Istanbul, zog. Im Sommer 2006 verpflichtete ihn Real Madrid, mit denen er prompt den ULEB Cup gewann und zum MVP des Finales gewählt wurde. Am 19. Juni 2008 bekam er erneut einen Vertrag bei Efes Pilsen Istanbul. In der Saison 2008/09 gelang ihm mit den Türken der Gewinn der Meisterschaft, des Pokals und des Präsidentencups. Im Sommer 2010 wechselte Smith in die Lega Basket Serie A zu Virtus Roma.

## Erfolge
- 1 ULEB Cup 2007 mit Real Madrid.
- 1 Spanische Meisterschaft 2007 mit Real Madrid
- Türkischer Meister 2009 mit Efes Pilsen Istanbul
- Türkischer Pokalsieger 2009 mit Efes Pilsen Istanbul
- Türkischer Präsidentencup 2009 mit Efes Pilsen Istanbul

### Individuelle Erfolge
- All-Star Team der Western Athletic Conference in der NCAA 1996 mit University of New Mexico.
- Rookie of the Year der CBA 2000 mit Rockford Lightning.
- Im All Star Team der Lega Basket Serie A 2001 mit Snaidero Udine.
- Alphonso Ford Top Scorer Trophy der EuroLeague 2004/05 mit Scavolini Pesaro.
- MVP des Finales des ULEB Cups 2006/2007 mit Real Madrid.